# Chouette hulotte
Strix aluco
Espèce
Répartition géographique
Statut de conservation UICN

 LC  : Préoccupation mineure
Statut CITES
La Chouette hulotte (Strix aluco) ou Chat-huant, est une espèce d'oiseaux de la famille des Strigidae. Ce rapace nocturne est très répandu en Eurasie, notamment en Europe.
La chouette hulotte est un oiseau de taille moyenne (une quarantaine de centimètres de hauteur), de silhouette trapue : sa tête et son corps sont plus ronds que ceux de sa cousine la chouette effraie, de taille comparable (légèrement plus petite). Son ventre est pâle avec des stries sombres, et les parties supérieures du corps sont brunes ou grises. Il existe aussi une variante de plumage rousse. Plusieurs des onze sous-espèces reconnues ont toutes les variantes. À la différence des hiboux grand-, petit- et moyen-duc, elle ne porte pas d'aigrette sur le dessus de sa tête. Son « masque facial » très typique, relativement plat et caractérisé par deux grands disques faciaux (en) ronds et bien marqués en forme de « cœur », est un élément non négligeable d'identification de l'espèce, avec sa silhouette dodue.
Son nid est généralement dans un trou dans le tronc d'un arbre et il permet de protéger les œufs et les jeunes contre les prédateurs potentiels. Cette chouette ne migre pas et attache beaucoup d'importance à son territoire. Beaucoup de jeunes oiseaux meurent de faim s'ils ne peuvent pas trouver un territoire libre une fois la protection parentale finie.

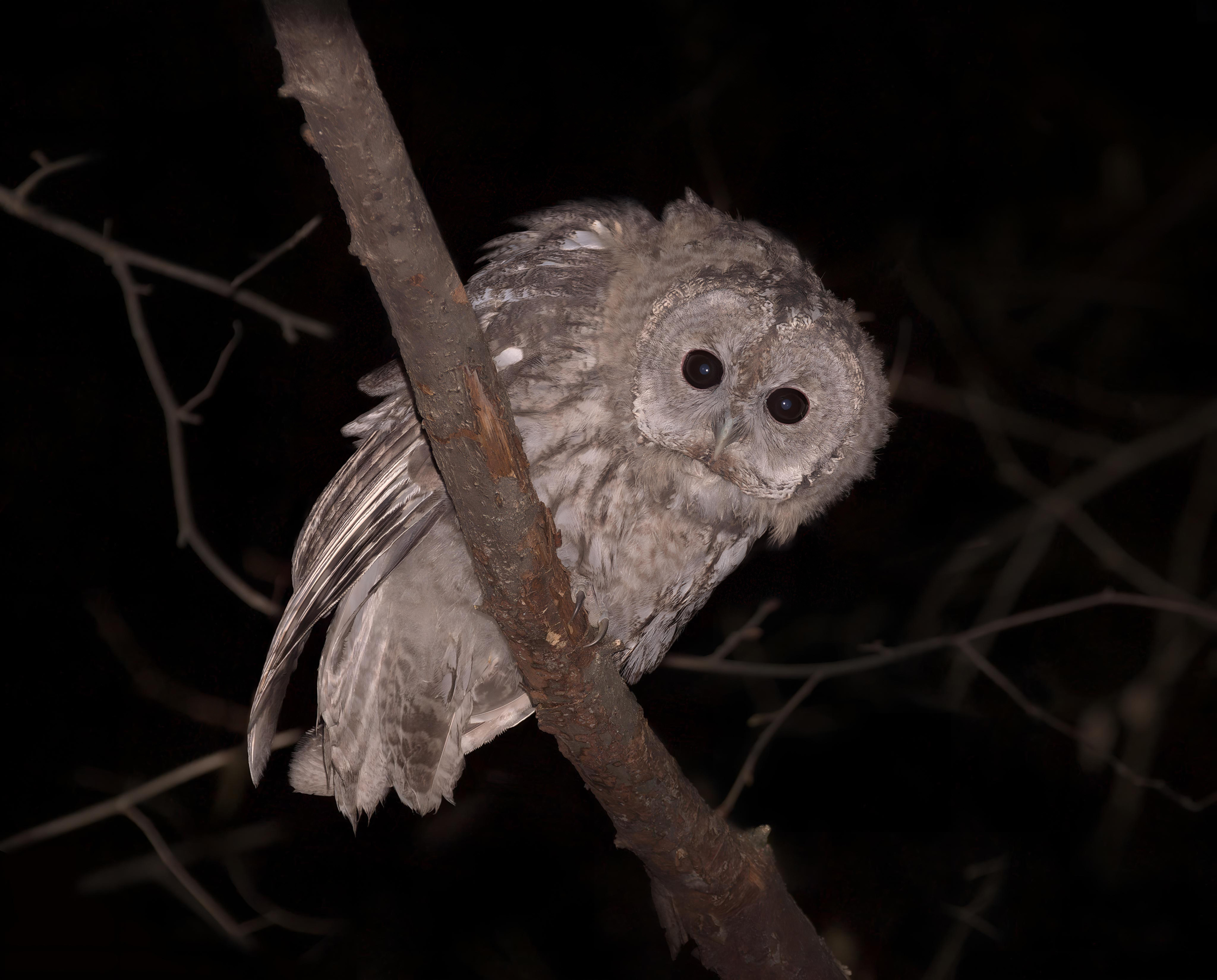
Strix aluco, juvénile

Ce rapace chasse principalement les rongeurs pendant la nuit, généralement en fondant sur sa proie depuis une hauteur et l'avalant entièrement, rejetant ensuite des pelotes de réjection. Sa vision et son audition performantes, couplées à un vol silencieux, l'aident dans sa chasse nocturne. Cependant, contrairement à une croyance populaire, sa rétine est à peine plus sensible que celle d'un homme, même si sa vision s'adapte à ses mœurs nocturnes,. Ce sont plutôt ses oreilles placées de façon asymétrique qui sont essentielles à sa chasse car elles lui donnent une excellente audition directionnelle. La chouette hulotte est capable de capturer des chouettes plus petites, mais est elle-même prédatée par de grands-ducs de plus grande taille ou de l'autour des palombes. Les renards roux sont une cause importante de mortalité chez les jeunes fraîchement sortis du nid.

## Description, morphologie et physiologie

### Aspect
La chouette hulotte est un oiseau robuste, qui mesure généralement entre 37 et 43 cm de longueur pour une envergure de 81 à 105 cm et une masse de 420 à 590 g. À peine plus grande que la chouette effraie des clochers avec qui elle partage une grande partie de son habitat en Europe, la chouette hulotte est d'une envergure légèrement moindre, et elle est nettement plus trapue qu'elle et de silhouette plus ronde, puisqu'elle pèse presque le double. Et son plumage est globalement plus foncé que celui de l'effraie des clochers.
Comme les espèces de son genre Strix et à la différence des grands-ducs, par exemple, elle ne possède pas d'aigrettes et le disque facial entourant les yeux brun foncé est généralement assez plat. L'animal est sujet au polymorphisme et a deux formes qui diffèrent par leur couleur du plumage cryptique : l'une a le haut de corps roux et brun et l'autre brun grisâtre, bien que des couleurs intermédiaires puissent également se rencontrer. Les parties inférieures des deux morphotypes sont blanchâtres et striées de rayures foncées. Selon la théorie de l'évolution, un des plumages doit assurer un meilleur camouflage et imposer un seul morphotype. Or en fonction des générations, ce n'est pas le même morphotype qui domine alors que leur valeur sélective semble bien différente, ce phénomène est connu sous le principe du pierre-feuille-ciseaux selon la théorie des jeux évolutionnistes.
Son cou étant très souple, elle peut complètement tourner la tête vers l’arrière, sans bouger le corps. Cela contribue à l'efficacité et à la discrétion de son affût comme de ses capacités de détection des proies et des prédateurs. Cela pallie aussi la relative étroitesse de son champ de vision — puisque ses yeux sont parallèlement alignés sur sa face plane, et non répartis de part et d'autre du bec et du crâne —, étroitesse déjà compensée par une large ouverture de son angle de vision binoculaire, pour la même raison, qui lui donne une vision détaillée et en relief (voir ci-dessous la section consacrée à sa vision)
Cette espèce présente un dimorphisme sexuel, la femelle étant plus grande que le mâle d'environ 5 %, et plus lourde de 25 %.

### Vol
Avec une hauteur plus importante et de longues phases planées, le vol de la chouette hulotte est produit avec moins de battements d'ailes que les autres espèces de chouettes eurasiennes. Le vol de la chouette hulotte est assez lourd et lent, particulièrement lors des premiers battements d'ailes de son envol, et sa silhouette reste trapue même lorsqu'elle vole. Comme chez la plupart des chouettes, le vol est rendu silencieux par ses plumes soyeuses et par une bordure de barbules fines placées sur le bord d'attaque des rémiges primaires les plus externes. Sa taille, sa forme trapue et ses ailes larges la distinguent des autres chouettes trouvées dans son aire de répartition. La chouette lapone, les différents grand-ducs et la chouette de l'Oural sont de forme semblable, mais beaucoup plus grands.

### Vision

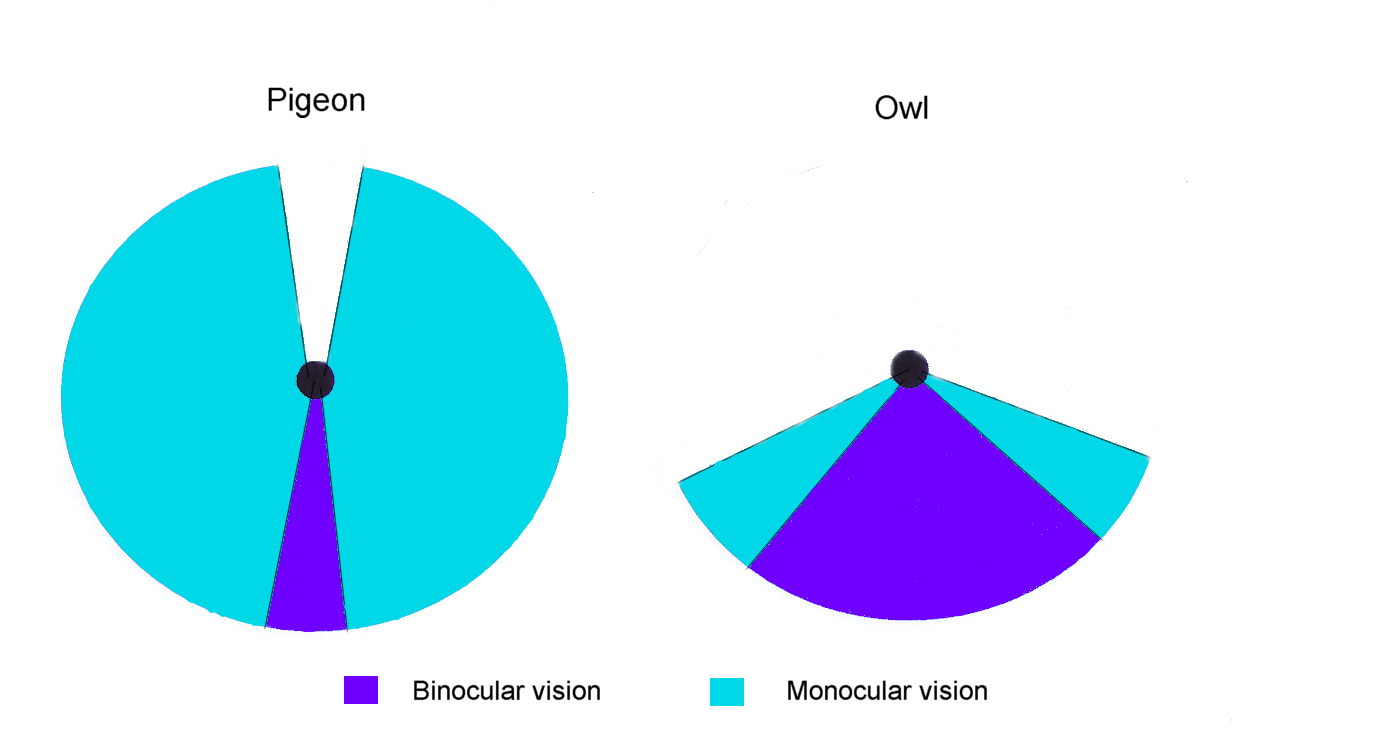
Comparaison du champ de vision d'une chouette hulotte (à droite) et d'un pigeon (à gauche) :
Vision binoculaire
Vision monoculaire

Les yeux de la chouette hulotte sont placés à l'avant de la tête et leurs champs de vision se chevauchent de 50 à 70 %, lui conférant ainsi une meilleure vision binoculaire que les rapaces diurnes chez qui ce chevauchement ne dépasse pas 30 à 50 %. La rétine de la chouette hulotte a quelque 56 000 bâtonnets sensibles à la lumière par millimètre carré, et bien que l'hypothèse selon laquelle l'animal pourrait voir dans la partie infrarouge du spectre électromagnétique ait été rejetée, on entend encore souvent dire que la chouette hulotte a une vue supérieure de 10 à 100 fois à celle des humains dans des conditions de faible éclairage. Toutefois, la base expérimentale de cette affirmation est probablement inexacte par au moins un facteur de 10. L'acuité visuelle réelle de la chouette n'est en fait que légèrement supérieure à celle de l'homme, et sa sensibilité accrue est due à des facteurs optiques plutôt qu'à une plus grande sensibilité rétinienne. En fin de compte, les humains et les chouettes ont atteint la limite de la résolution rétinienne chez les vertébrés terrestres.
Les adaptations à la vision de nuit incluent une grande taille de l'œil, sa forme tubulaire, un grand nombre de bâtonnets groupés dans la rétine, et une absence de cônes, puisque les bâtonnets ont une sensibilité supérieure à la lumière. Ces bâtonnets ne contiennent que peu de gouttelettes lipidiques, dont la présence réduirait l'intensité lumineuse. À la différence des rapaces diurnes, les chouettes ont normalement une seule fovéa, ce qui est peu développé, sauf chez les chasseurs diurnes, comme le hibou des marais.

### Audition
L'audition est importante pour les rapaces nocturnes et, comme les autres Strigiformes, la chouette hulotte a deux oreilles de structure différente et placées de manière asymétrique pour améliorer l'audition directionnelle. Un « passage » à travers le crâne relie les tympans, et les légères différences de temps dans l'arrivée du son à chaque oreille permet de situer la source. L'ouverture de l'oreille gauche est plus haute sur la tête que l'oreille droite, plus grande, et s'inclinant plus vers le bas, améliorant donc la sensibilité aux sons venus du bas. Les deux ouvertures de l'oreille sont cachées sous les plumes du disque facial, qui est structurellement conçu pour être « transparent » au son, et est tenu par un pli mobile de peau.
La structure interne de l'oreille, qui dispose d'un grand nombre de neurones dévolus à l'audition, procure à l'animal une meilleure capacité de détection à distance des sons à basses fréquences, comme le bruissement fait par le déplacement d'une proie dans la végétation. L'audition de la chouette hulotte est dix fois meilleure que celle d'un être humain, et elle peut chasser en utilisant seulement ce sens dans l'obscurité d'une forêt sous un ciel couvert. Cependant, le bruit des gouttes de pluie touchant le sol ou la végétation perturbe la détection de sons faibles, et un temps humide prolongé peut conduire l'animal à la famine en l'empêchant de chasser efficacement.

### Longévité
La Chouette hulotte vit 18 ans en moyenne. Le record de longévité pour un oiseau sauvage est établi à 22 ans et 5 mois et pour un oiseau en captivité à 27 ans.

## Comportement

### Chasse et alimentation
La chouette hulotte est un rapace nocturne mais elle peut chasser le jour. Grâce à ses serres puissantes et acérées, la chouette saisit ses proies en plein vol. Son plumage lui permet de passer incognito dans les branchages et de guetter ses proies en toute tranquillité. Quand elle a jeté son dévolu sur un rongeur, elle déploie ses grandes ailes de presque un mètre d’envergure et fond dessus. La nuit, grâce à son ouïe très développée, la chouette hulotte perçoit le moindre bruissement aux alentours. La chouette hulotte gobe tout rond ses proies. Comme elle ne peut pas les digérer entièrement, elle recrache leurs os et leurs poils, sous la forme de pelotes de réjection.
C’est un prédateur nocturne qui chasse à l’affût, en se fiant principalement à son ouïe très développée pour le repérage de ses proies, quasi exclusivement la nuit, peu après le coucher du soleil jusqu'avant son lever, sauf en période d'élevage des jeunes où elle commence plus tôt.
Opportuniste, elle mange des petits rongeurs, chauves-souris, poissons, grenouilles, serpents, petits oiseaux et gros insectes. Sa plus grosse proie est le lapin de garenne, le plus souvent juvénile. En ville, elle peut consommer des pigeons.

### Reproduction

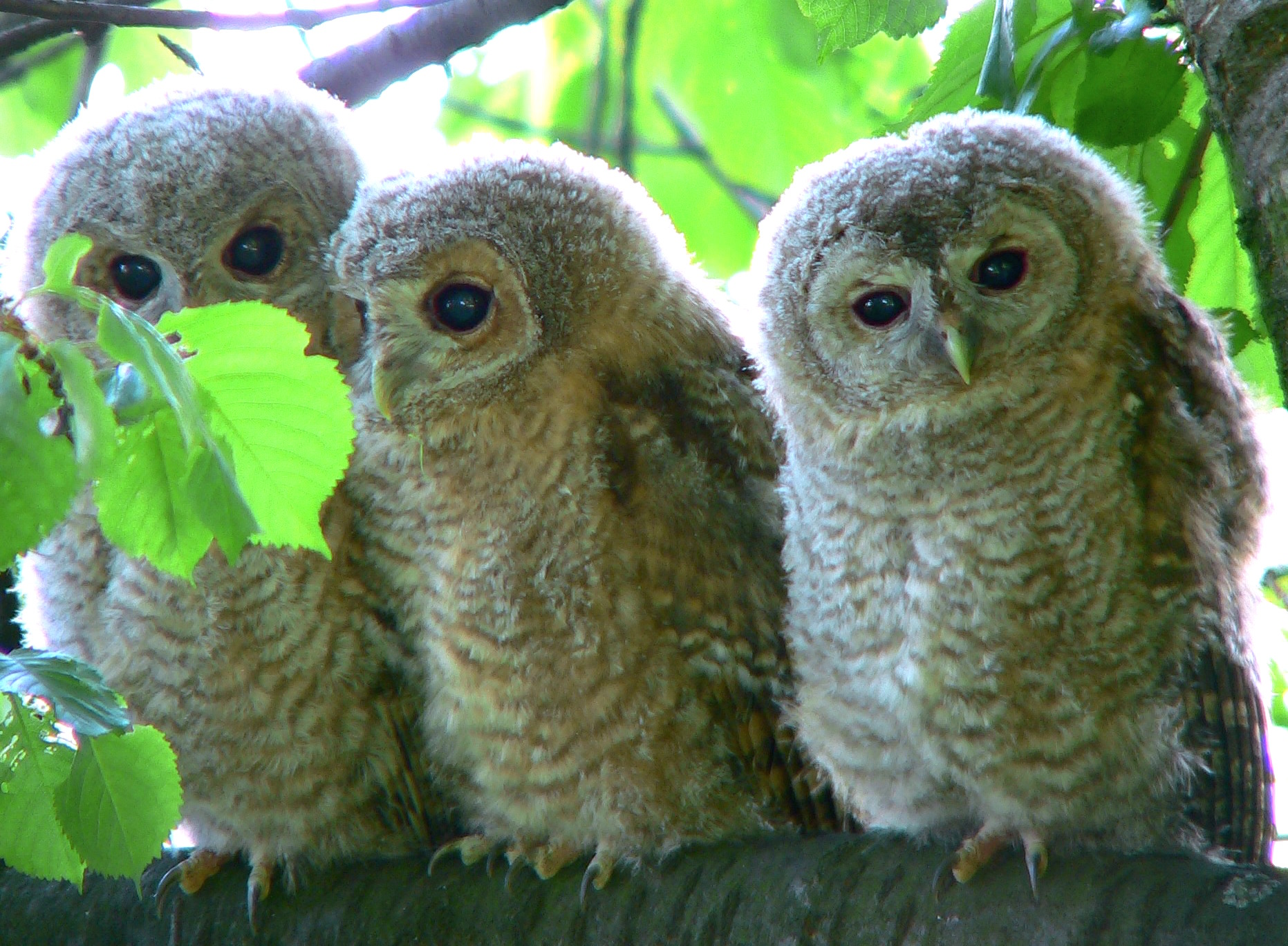
Trois juvéniles

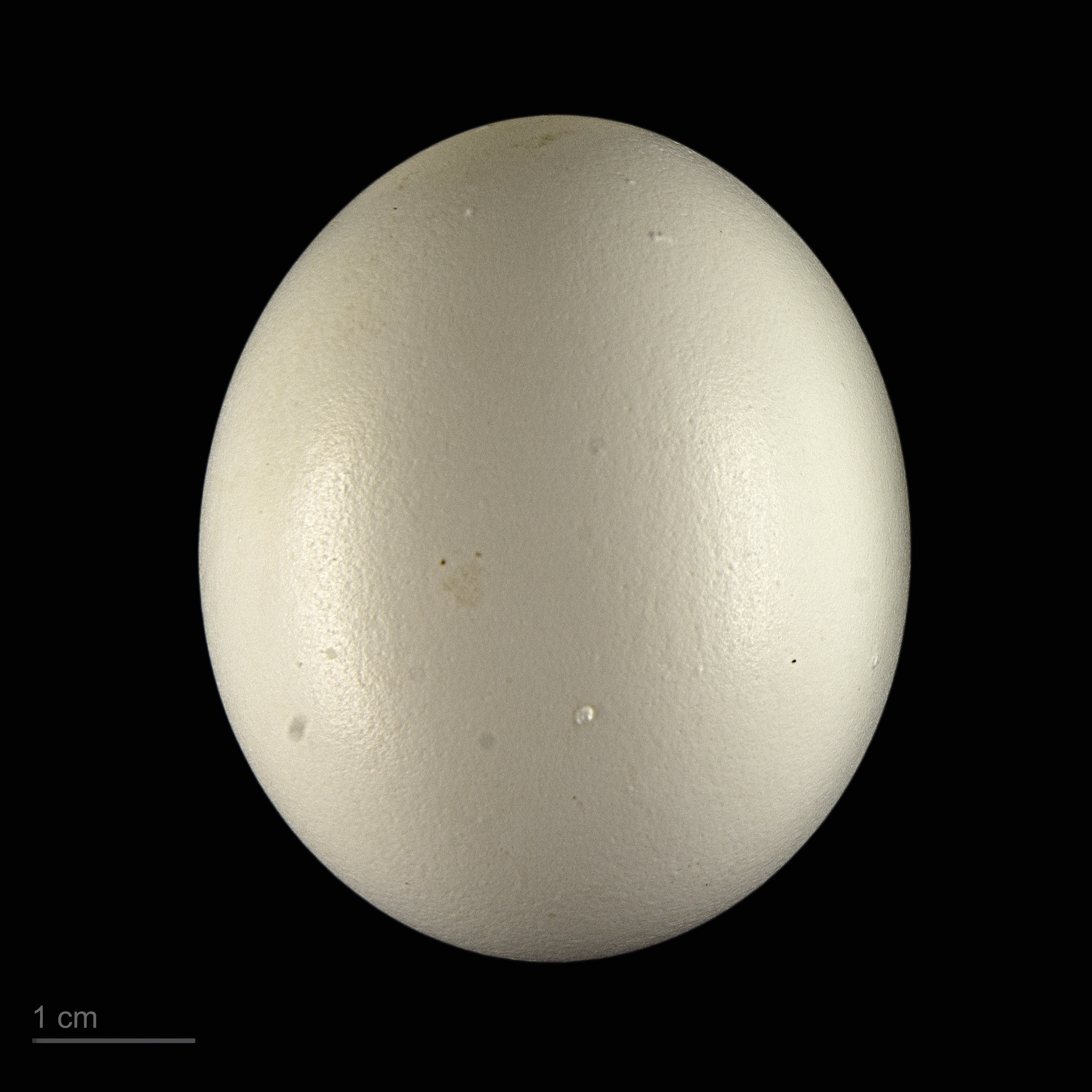
Œuf de Strix aluco sylvatica - Muséum de Toulouse

Monogame, territoriale et sédentaire comme la plupart des strigiformes, la chouette hulotte vit en couple stable, le plus souvent en forêt, mais également dans les jardins des villes.
De février à avril, la femelle couve seule de 3 à 5 œufs pendant 28 à 30 jours ; le mâle lui apporte de la nourriture et il lui arrive parfois de la relayer dans le nid. Comme elle commence à couver dès la ponte des premiers œufs, les jeunes éclosent progressivement. Après l'éclosion des tout premiers, elle reste encore une dizaine de jours dans le nid. Le mâle approvisionne toute la famille, surtout avec des petits mammifères, des chauves-souris, des serpents, des insectes. Plus tard la femelle le seconde, mais pendant le jour, elle monte la garde non loin du nid et donne parfois à manger à ses petits en se servant des provisions de la nuit. Les jeunes quittent le nid au bout de 28 à 36 jours et se tiennent dans le voisinage tout le temps que les parents leur apportent de la nourriture. Ce n'est que vers une cinquantaine de jours qu'ils entreprennent leur premier vol.
Ses œufs mesurent de 43 à 51 x 35 à 43 mm et sont de couleur blanche.

### Cri
La chouette « hulule ». Le mâle pousse un « hou-hou » sonore suivi par un « houu » plus long, une à quatre secondes plus tard. À la période des amours son cri est « Houou, hou, hououououououou » (hululement) mais parfois aussi un « Youih » ou un « kouwitt ».
La femelle a un cri plus bref : une suite (généralement quatre) de « kwèk » aigus et sonores.

## Habitat et répartition
C'est le plus commun des rapaces nocturnes en Europe, avec une population estimée à près de 198 000 couples.
Ses lieux de prédilection sont les régions forestières et agricoles, les parcs plantés de vieux arbres, les grands jardins, les cimetières boisés, et parfois même en ville, les avenues. Elle est même la seule espèce de Strigidé à s’aventurer en ville et à y demeurer. C'est plutôt un oiseau de plaine, mais elle a une bonne capacité d'adaptation aux conditions de son habitat ; c'est ainsi qu'on la retrouve jusqu'à 3 800 m au Pakistan et dans le nord-est de l'Inde. 
Elle n'est pas très exigeante pour le lieu de nidification et a une nourriture variée : c'est pourquoi on la rencontre dans autant de biotopes différents. Elle reste fidèle au même nid, qui peut être un arbre creux, un trou de vieux mur ou de rocher, ou bien un nichoir. Elle ne construit jamais son propre nid.
La chouette hulotte peut être présente en milieu urbain et elle est rencontrée dans plusieurs villes même grandes comme Lyon, Marseille, Toulouse ou Paris. À Paris, un projet est totalement dédié depuis 2010 à l'étude de sa population qui semble en fort déclin depuis quelques décennies sans explication claire à ce jour.

### Migration
Cette espèce est surtout sédentaire, les adultes ne quittent pas les sites de reproduction même lorsque l'hiver est rigoureux ; en revanche, les jeunes peuvent se déplacer, à des distances ne dépassant toutefois pas 200 km.

## Taxinomie et sous-espèces

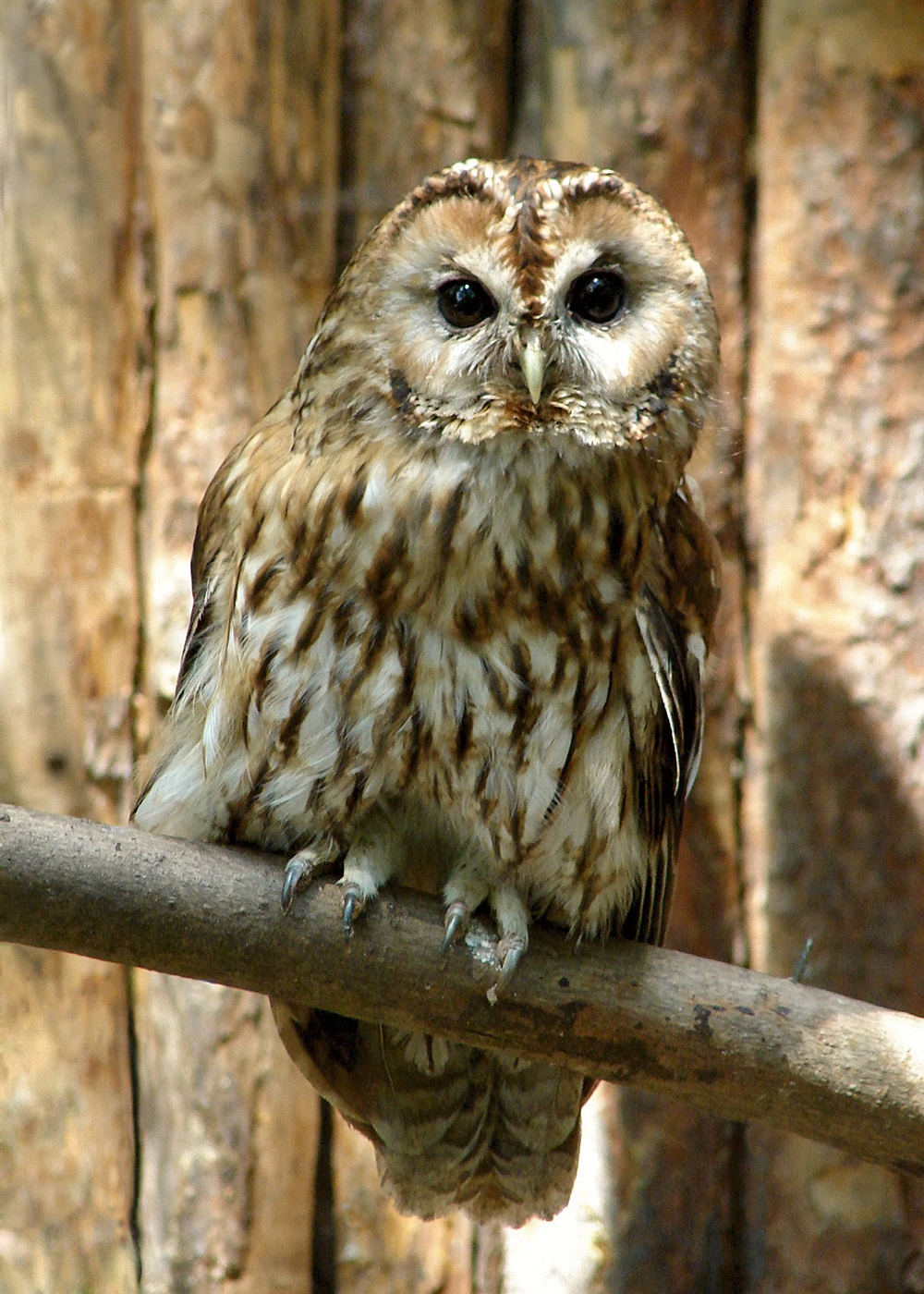
Chouette hulotte

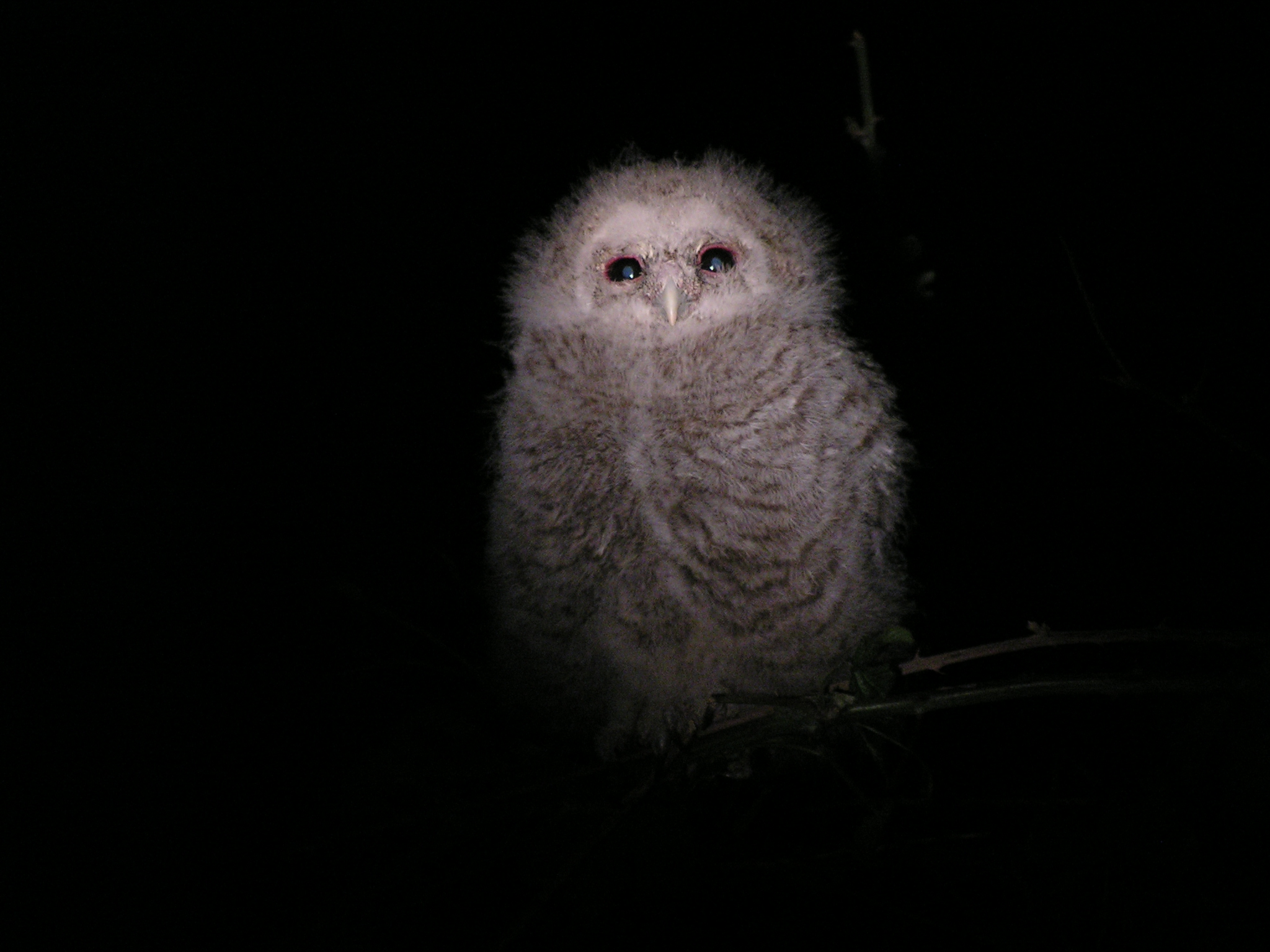
Juvénile près du nid.

Le nom scientifique de la chouette hulotte, Strix aluco, a été défini par le naturaliste suédois Carl von Linné en 1758.
D'après la classification de référence du Congrès ornithologique international (version 14.1, 2024), la Chouette hulotte possède 7 sous-espèces (ordre phylogénique) :
| Sous-espèces              | Aire de répartition                                                           | Décrit par       |
| ------------------------- | ----------------------------------------------------------------------------- | ---------------- |
| Strix aluco aluco         | Europe du Nord et centrale : de la Scandinavie aux mers Méditerranée et Noire | Linnaeus, 1758   |
| Strix aluco biddulphi     | Nord-ouest du Pakistan et Cachemire                                           | Scully, 1881     |
| Strix aluco harmsi        | Turkménistan                                                                  | (Zarudny, 1911)  |
| Strix aluco sanctinicolai | Ouest de l'Iran et nord-est de l'Irak                                         | (Zarudny, 1905)  |
| Strix aluco siberiae      | Russie centrale : de l'Oural à l'ouest de la Sibérie                          | Dementiev, 1933  |
| Strix aluco sylvatica     | Europe de l'Ouest avec la Grande-Bretagne incluse                             | Shaw, 1809       |
| Strix aluco willkonskii   | De la Palestine au nord de l'Iran et du Caucase                               | (Menzbier, 1896) |

Listes des sous-espèces qui ne sont plus des sous-espèces de la Chouette hulotte dans cette classification :
| Ancien nom              | Aire de répartition                                                               | Décrit par       | Nom et statut actuel                                                          |
| ----------------------- | --------------------------------------------------------------------------------- | ---------------- | ----------------------------------------------------------------------------- |
| Strix aluco mauritanica | Nord-ouest de l'Afrique : du Maroc à la Tunisie et à la Mauritanie                | (Witherby, 1905) | Espèce à part entière : Chouette du Maghreb (Strix mauritanica)               |
| Strix aluco nivicola    | Du Népal au sud-est de la Chine, du sud au nord de la Birmanie et de la Thaïlande | (Blyth, 1845)    | Sous-espèce nominale de la Chouette de l'Himalaya : Strix nivicolum nivicolum |
| Strix aluco ma          | Nord-est de la Chine et Corée                                                     | Clark, HL, 1907  | Sous-espèce de la Chouette de l'Himalaya : Strix nivicolum ma                 |
| Strix aluco yamadae     | Taiwan                                                                            | Yamashina, 1936  | Sous-espèce de la Chouette de l'Himalaya : Strix nivicolum yamadae            |

Il est intéressant de noter qu'en captivité des hybridations ont été observées entre chouette hulotte et chouette de l'Oural, avec même un hybride fertile. En revanche ce genre de phénomène n'a jamais été noté dans la nature alors même que dans certaines régions les deux espèces cohabitent en grand nombre comme en Finlande.

## Statut de conservation et protection
L'Union internationale pour la conservation de la nature définit le statut de conservation de l'espèce à « Préoccupation mineure » (LC).
La chouette hulotte bénéficie d'une protection totale sur le territoire français depuis 1976. Il est donc interdit de la détruire, la mutiler, la capturer ou l'enlever, de la perturber intentionnellement ou de la naturaliser, ainsi que de détruire ou enlever les œufs et les nids et de détruire, altérer ou dégrader leur milieu. Qu'elle soit vivante ou morte, il est aussi interdit de la transporter, colporter, de l'utiliser, de la détenir, de la vendre ou de l'acheter.

## Étymologie

### Origine de «Strix aluco»
Strix aluco, le nom scientifique de la chouette hulotte, vient du grec στρίγξ qui veut dire « chouette » et du latin ulucus qui veut dire « petit-duc ».

### Origine de «chat-huant»
Pour l'étymologie de l'appellation imagée et populaire de « chat-huant », dont les premières occurrence datent du XIIIe siècle, on pourra consulter la section qui lui est consacrée dans l'article sur les chiroptères, où elle est mise en parallèle avec celle de l'énigmatique mot de «  chauve-souris », qui n'est ni chauve ni souris, pas plus que le « chat-huant » n'est un chat (section intitulée :《 Même aventure étymologique pour le « chat-huant » 》).
Il faut noter ici que l'acception du mot « chat-huant » est plus générique que celle de « chouette hulotte » (qui est plus spécifique donc), parce que ce vocable sert à désigner l’ensemble des rapaces nocturnes (quoique plus spécialement la chouette hulotte), mais aussi particulièrement « ceux qui possèdent deux touffes de plumes semblables à des oreilles de chat », ce qui est le cas par exemple des hiboux grand-duc (Bubo bubo), moyen-duc (Asio otus) et petit-duc (Otus scops), dont les aires de répartition recoupent en majeure partie celle de la chouette hulotte, et dont les deux aigrettes latérales ornant leur tête les font en effet ressembler (de loin) à des chats.
En plus de leur ressemblance (relative) avec le chat ces oiseaux hululent, alors on  accole à ce mot le participe présent du verbe huer dont l’onomatopée imite le cri. Le CNRTL (Centre National de Ressources Textuelles et Lexicales) signale que non seulement l'apparence, mais aussi le cri du chat-huant « rappelle quelque peu le chat ». C'est donc probablement la ressemblance relative entre le hululement de la chouette hulotte et le miaulement du chat qui lui a fait attribuer ce surnom de chat-huant, comme les aigrettes en forme d'oreilles de chat l'ont fait pour les hiboux. Et de citer Henri Pourrat, qui rebondit sur l'aspect métaphorique de cette appellation : « Un chat-huant miaulait, une buse criait ».

Les hiboux aussi sont surnommés « chats-huants » pour leurs aigrettes en forme d'oreilles de chat
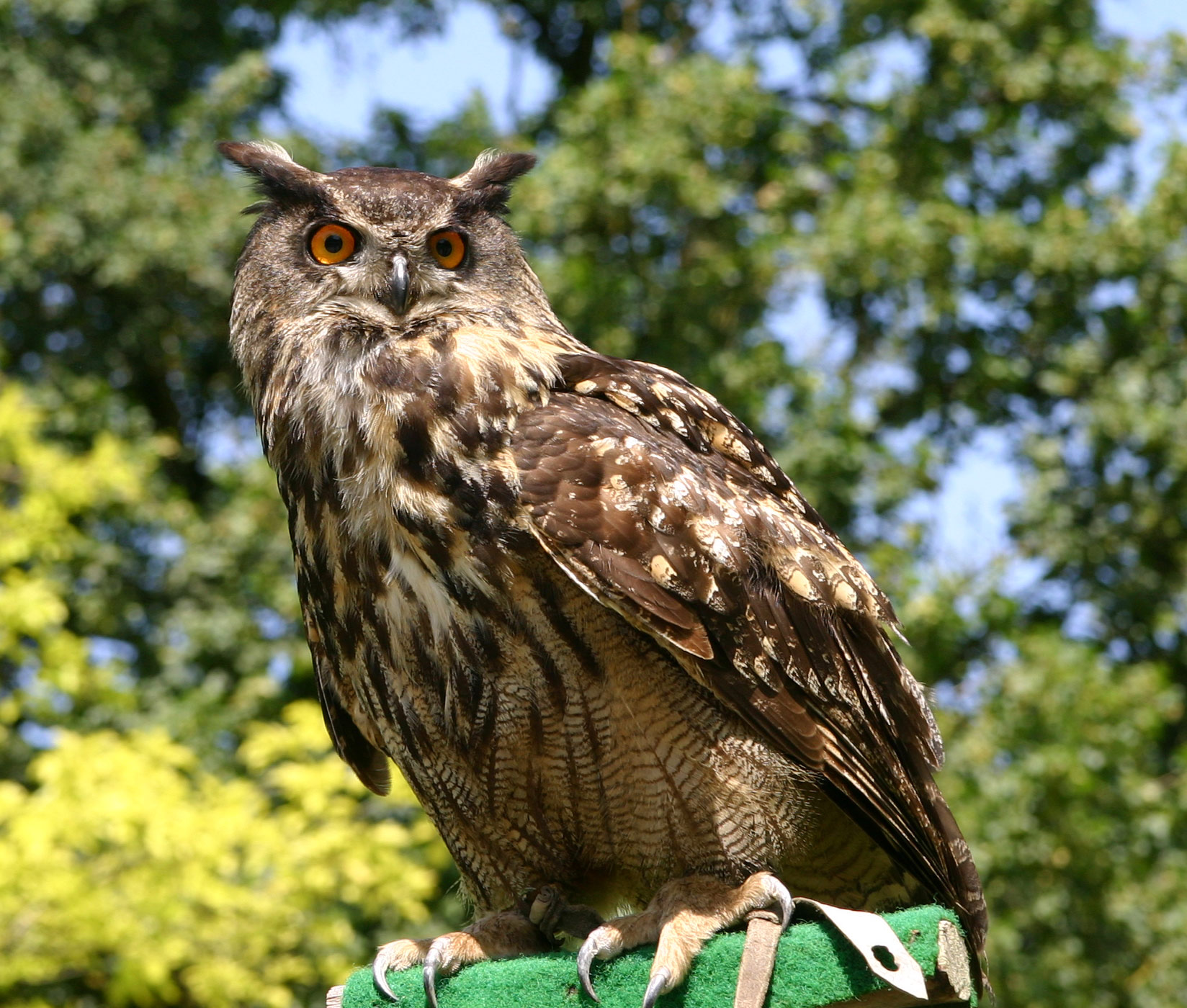
1- Hibou grand-duc
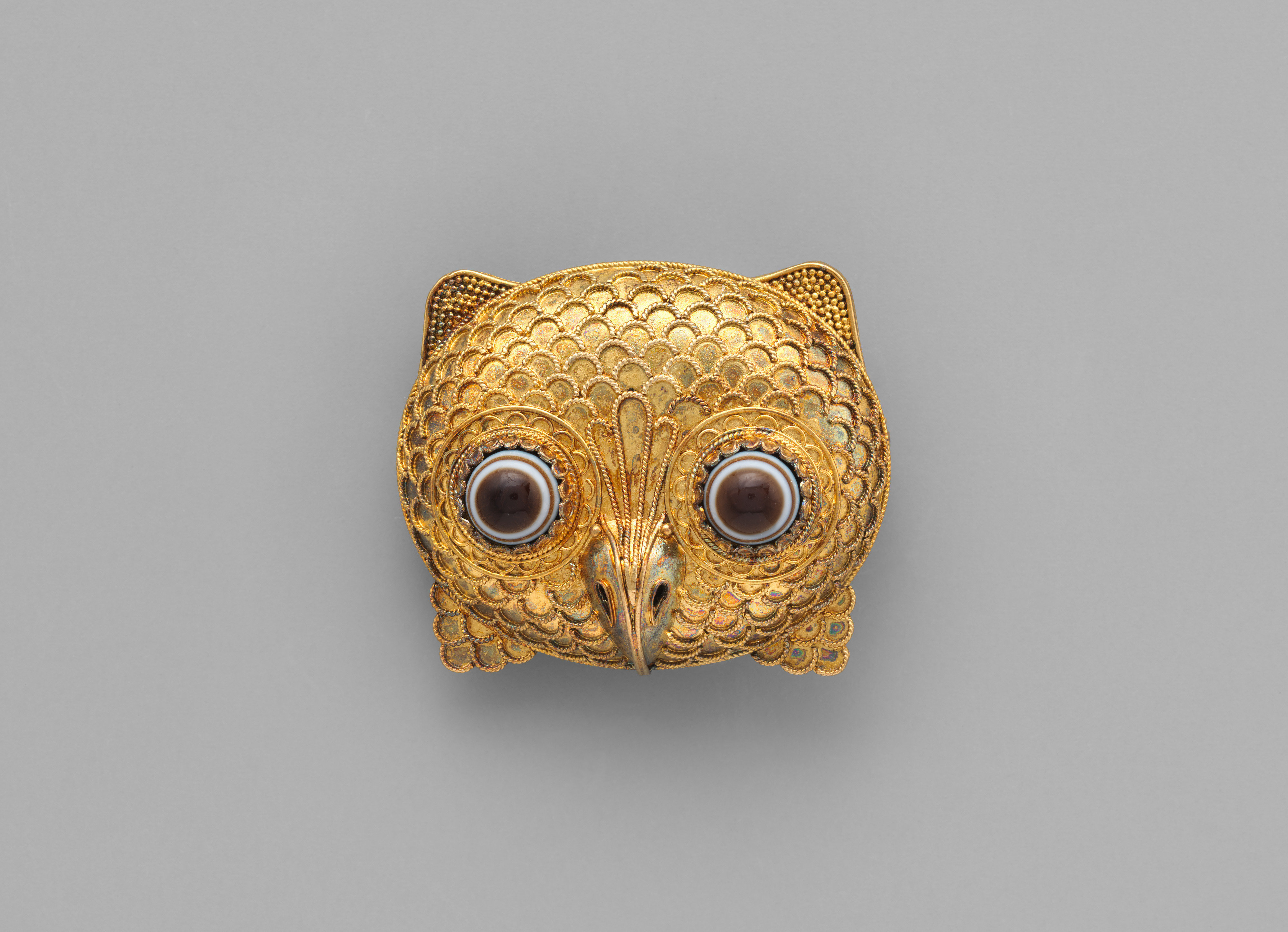
2- Broche "tête de hibou"
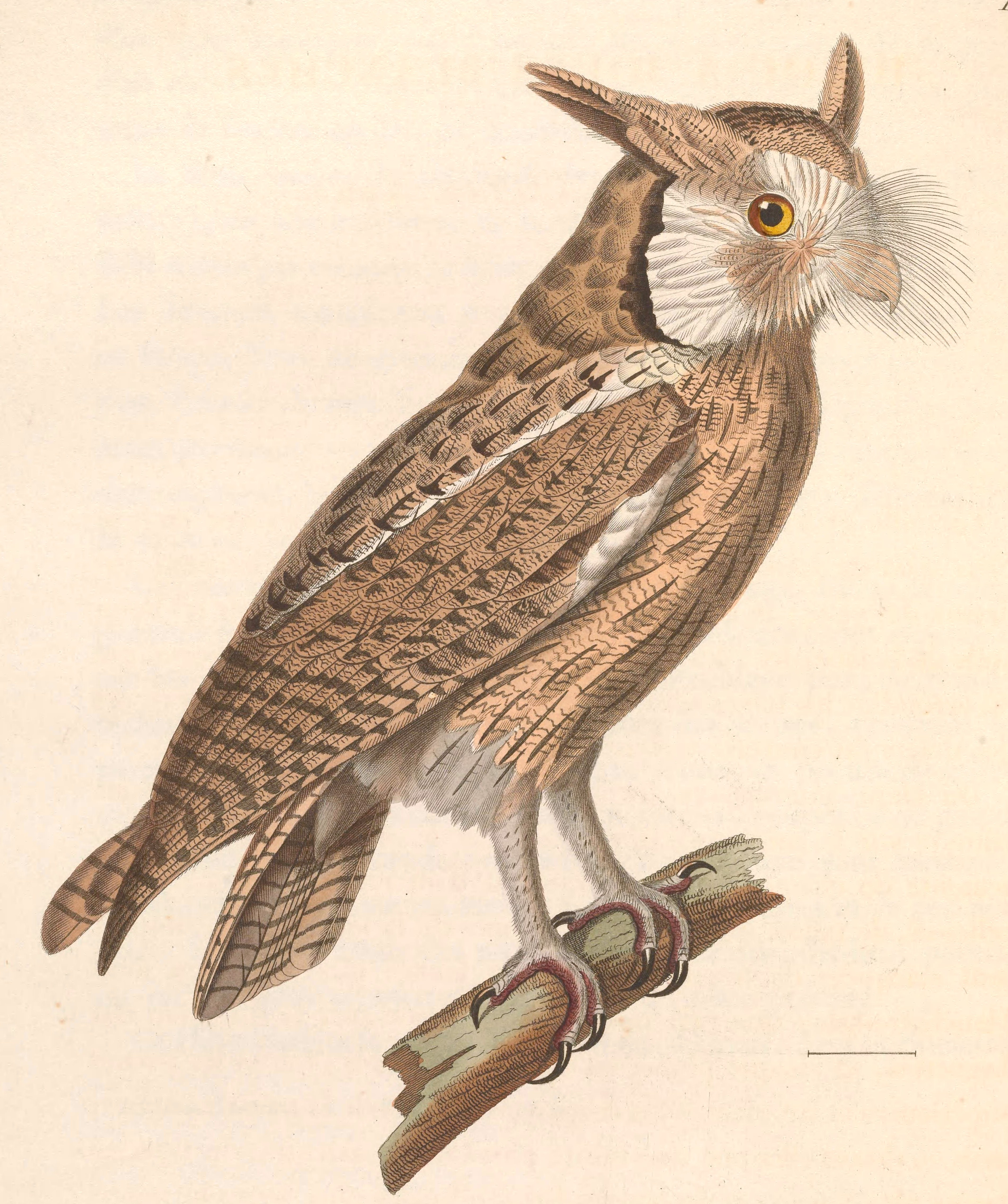
3- Petit-duc (à face blanche)

Mais cette expression de « chat-huant » n'est pas seulement fondée sur une proximité par analogie de forme, de cri et de son. En fait c'est un glissement phonétique (par altération) qui a créé la forme chahuan en ancien français à partir de la forme javan, avant qu'elle ne soit assimilée à l'orthographe « chat-huant » en s'appuyant sur cette ressemblance d'aspect et de cri, et non l'inverse : c'est donc le mot qui a créé l'analogie et non l'analogie qui a créé le mot,,. Ce mot de chahuan avait dérivé à partir du latin tardif căvannus (« chouette hulotte », lui-même emprunté au gaulois *cauannos,), et du vieux-francique *kāwa,, devenus par la suite javan en judéo-français du XIe siècle (signifiant alors « hibou »), puis chavan, choan (1180-1200) et enfin chahuan donc, en ancien français. Ces mots anciens sont aussi à l’origine de nos mots actuels de « chouan » et de « chouette »,.
Il faut en outre signaler que, selon certaines sources, il existe pour ce vocable populaire de « chat-huant » une acception erronée qui a cours en Afrique francophone et particulièrement au Gabon, où l'on désigne ainsi la Nandinie ou Civette palmiste africaine (Nandinia binotata), une espèce de mammifère carnivore du sous-ordre des Féliformes qui comprend aussi les félins (donc entre autres le Chat sauvage d'Afrique subsaharienne, auquel on assimile aussi la Nandinie, toujours au Gabon et par erreur).

La Nandinie, ou Civette palmiste africaine surnommée par erreur « chat-huant » ou « chat sauvage »
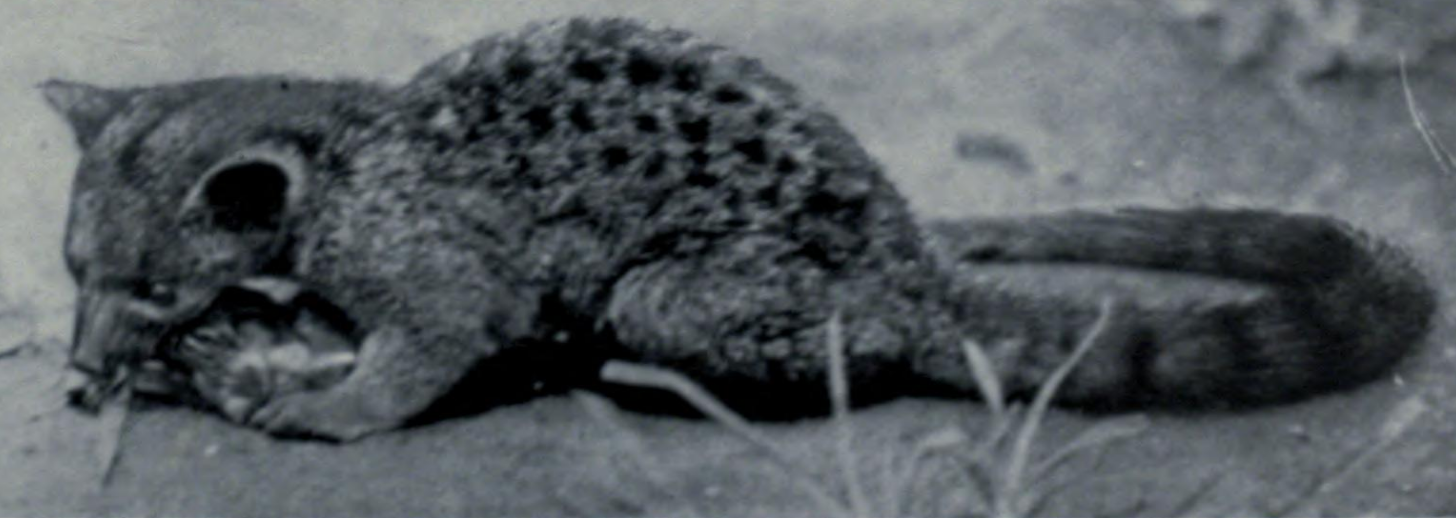
Photo collectée par le Museum américain d'histoire naturelle, expédition au Congo (1922-1925).
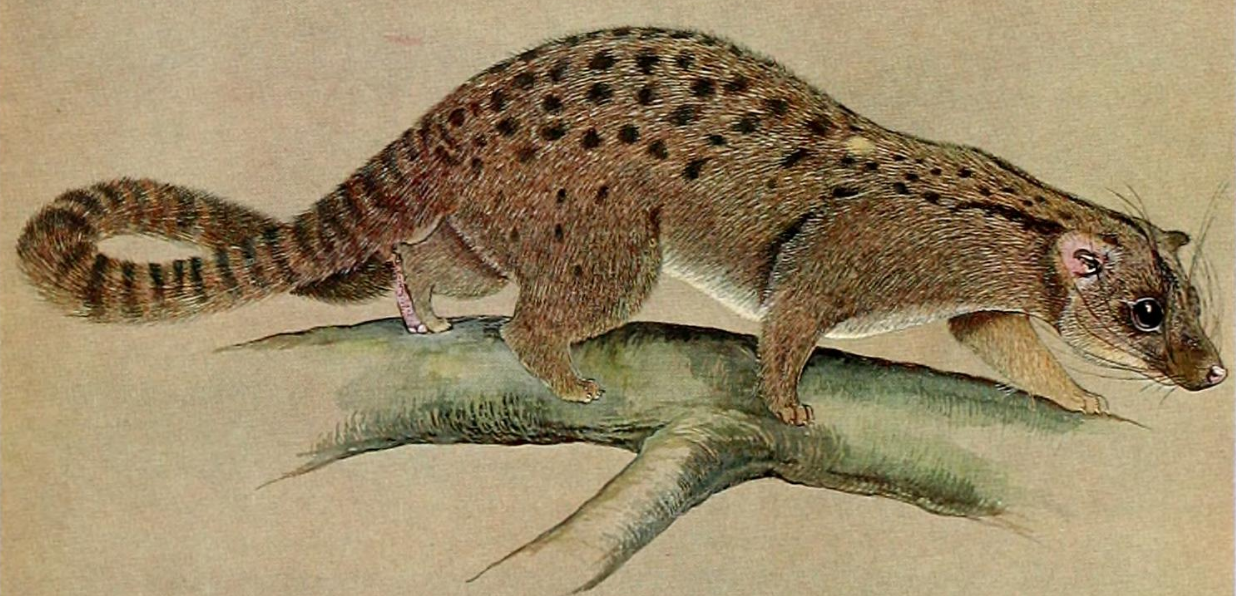
Nandinia binotata, dessin de Donovan Reginald Rosevear, 1974.

## Références culturelles

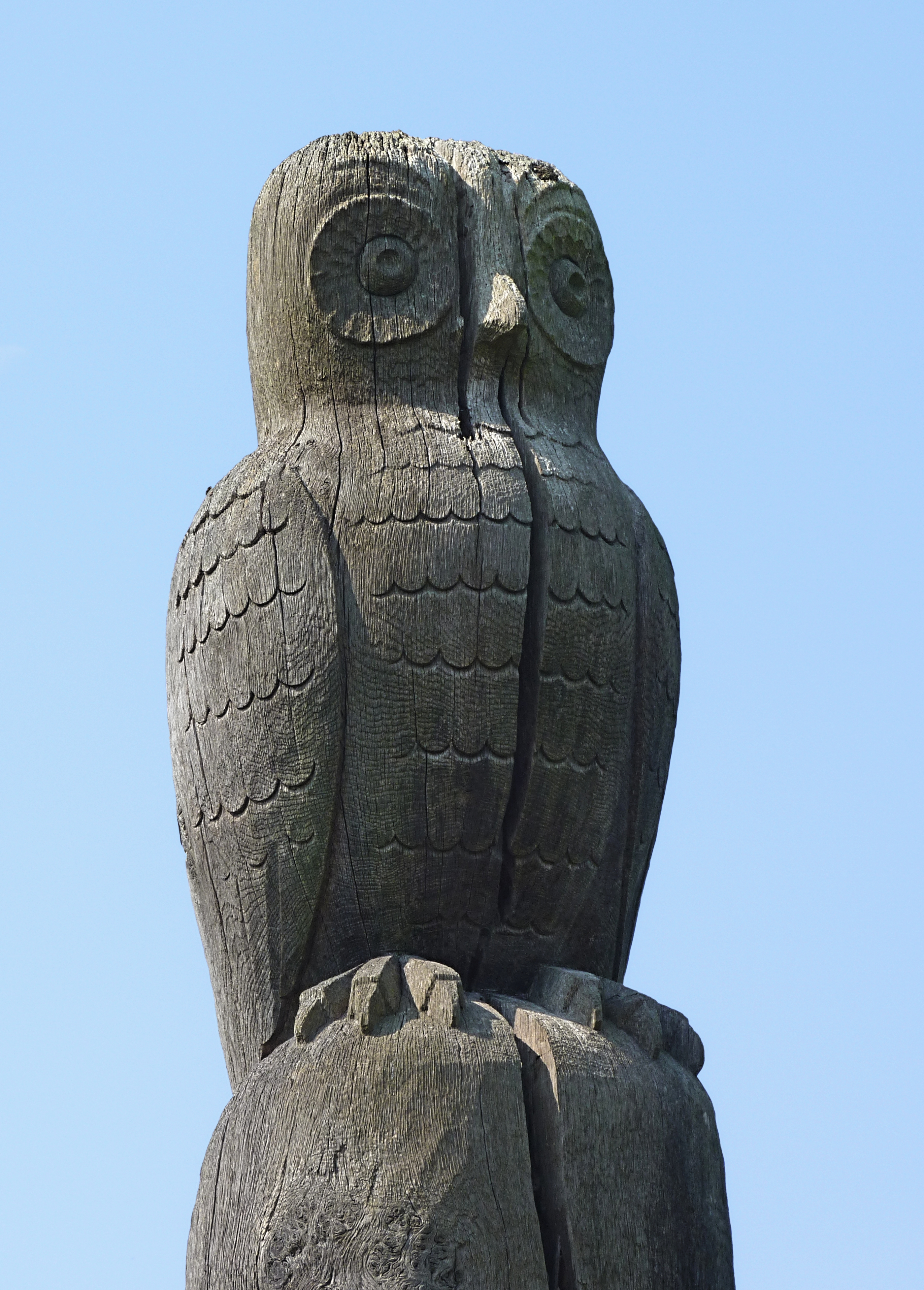
Statue de bois représentant une chouette hulotte, au lieu-dit du "Bois-Fichaux" à Mouscron (Belgique, province de Hainaut), peut-être pour signaler le « pôle d’intérêt ornithologique » du Château des comtes de Mouscron.

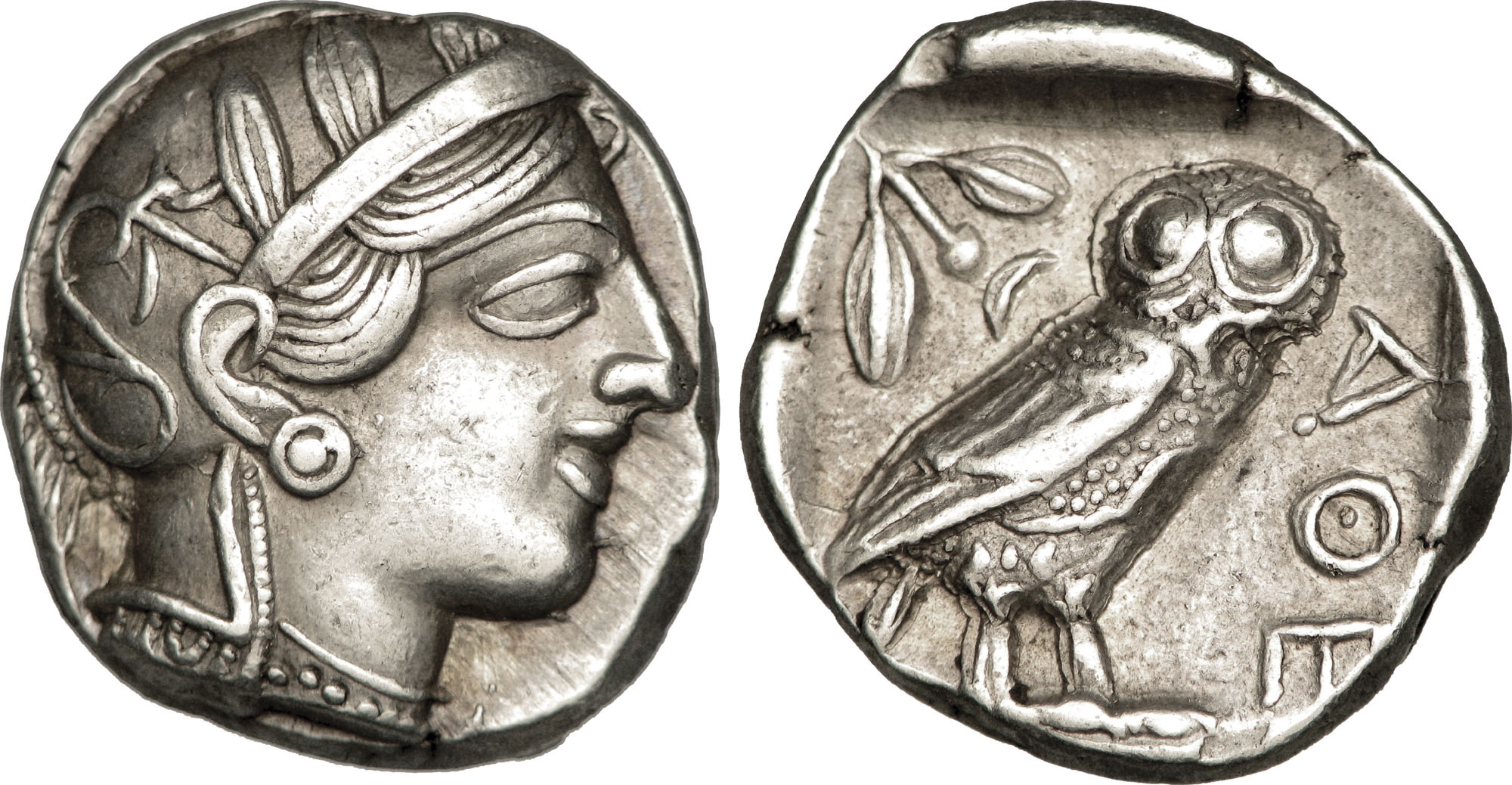
Tétradrachme athénien représentant Athéna et sa chouette au revers.